# Esternberg
Esternberg est une commune autrichienne du district de Schärding en Haute-Autriche.